# لورا دي مارشي
لورا دي مارشي (بالإيطالية: Laura De Marchi)‏ هي ممثلة إيطالية، ولدت في 25 يوليو 1936 في إيطاليا.

## أعمال

### أفلام
- (1981) الجحيم

## وصلات خارجية
- لورا دي مارشي على موقع IMDb (الإنجليزية)
- لورا دي مارشي على موقع ألو سيني (الفرنسية)
- لورا دي مارشي على موقع أول موفي (الإنجليزية)
- لورا دي مارشي على موقع قاعدة بيانات الأفلام السويدية (السويدية)
- لورا دي مارشي على موقع قاعدة بيانات الأفلام السويدية (السويدية)
- لورا دي مارشي على موقع قاعدة بيانات الفيلم (الإنجليزية)
- لورا دي مارشي على موقع كينوبويسك (الروسية)